# Étienne-Hippolyte Godde

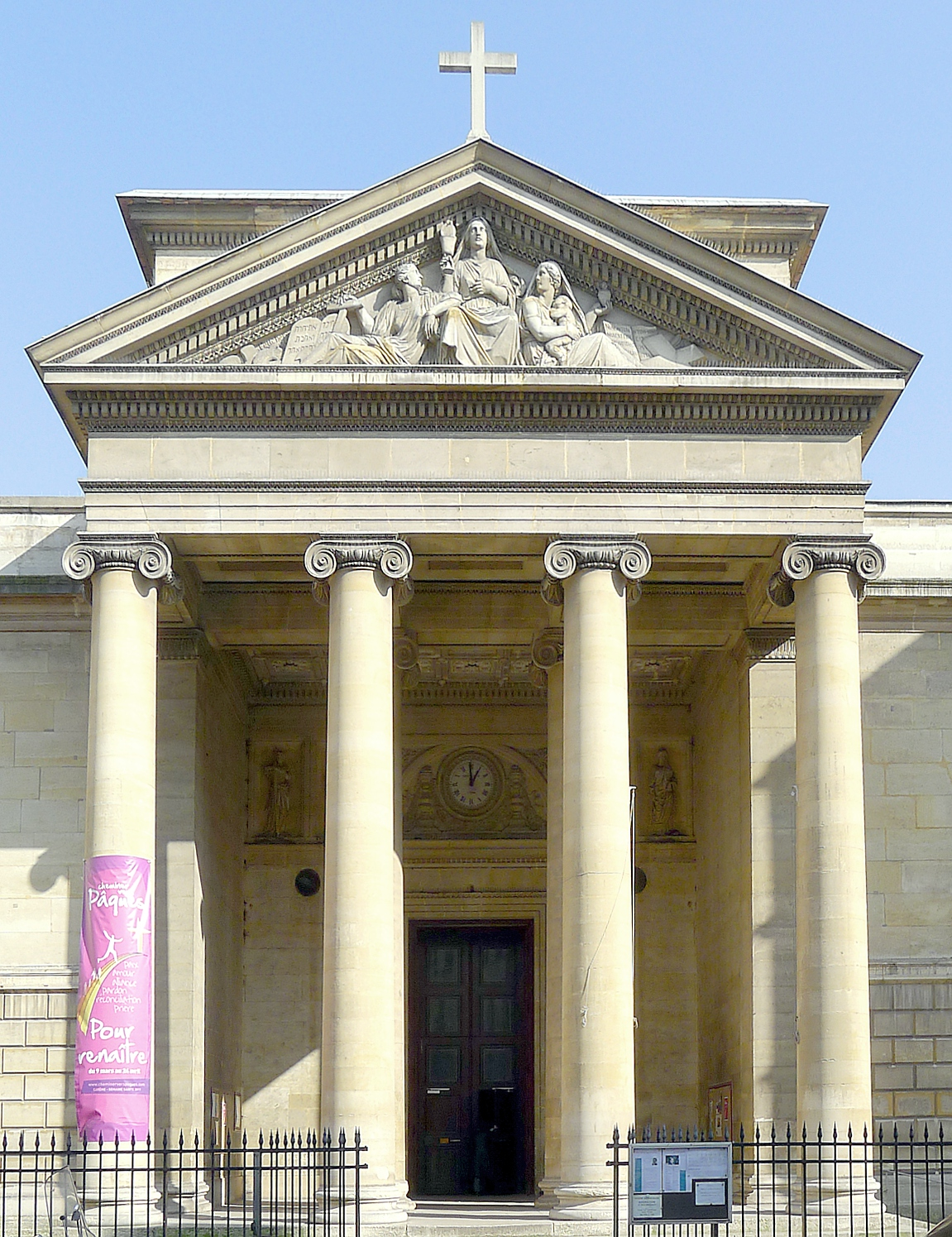
Chiesa di Saint-Denys-du-Saint-Sacrement a Parigi

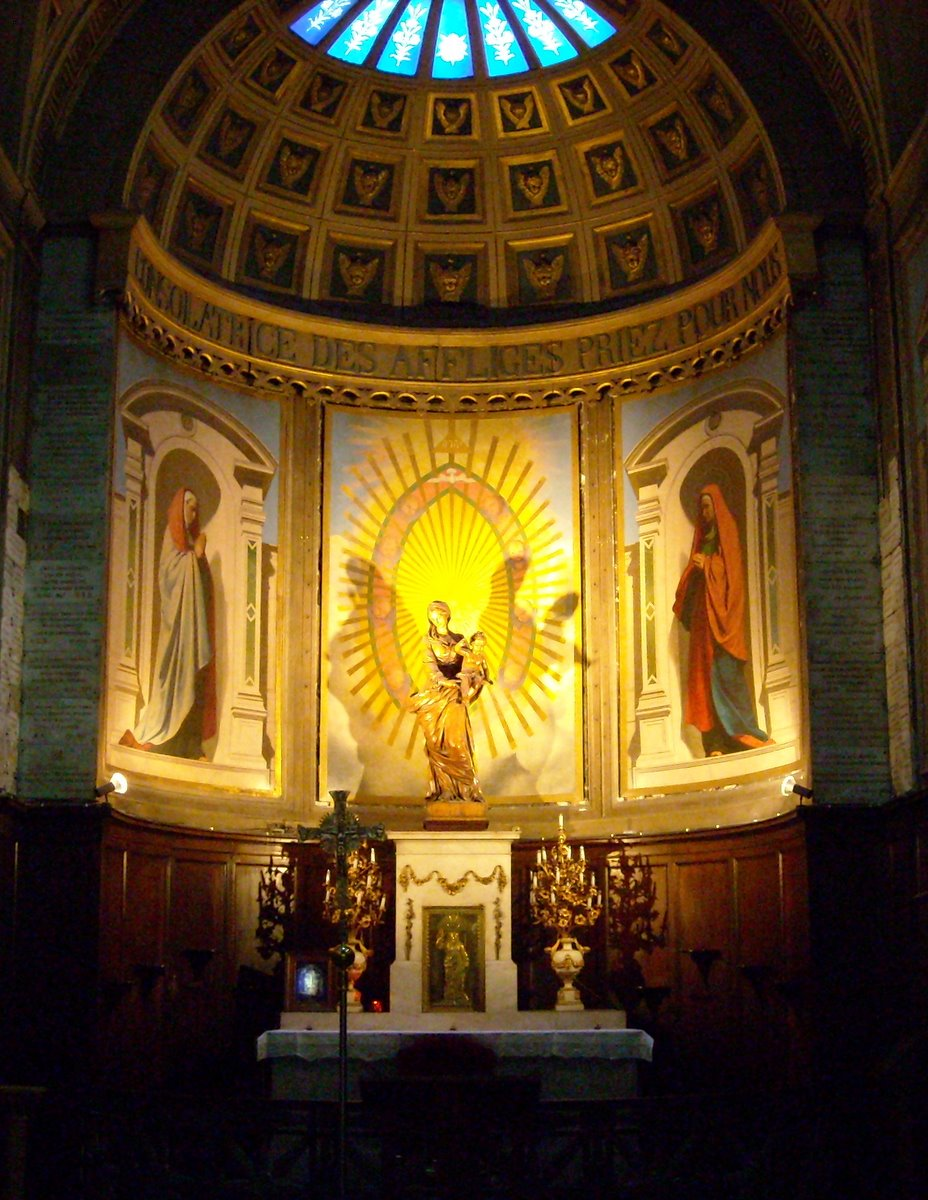
Interno della chiesa di Notre-Dame-de-Bonne-Nouvelle a Parigi

Étienne-Hyppolyte Godde (Breteuil, 26 dicembre 1781 – Parigi, 7 dicembre 1869) è stato un architetto francese.

## Biografia
Allievo di Claude-Mathieu Delagardette (1762-1805), fu nominato architetto ispettore della seconda sezione dei lavori, poi dell'Hôtel de Ville.
Architetto della città di Parigi dal 1813 al 1830, Godde fu un architetto fecondo: a lui si devono trenta edifici religiosi, quattro presbiterii, sei edifici pubblici, quattro edifici privati e tre monumenti funerari. È stato ispirato dalla chiesa di Saint-Philippe-du-Roule di Jean-François-Thérèse Chalgrin.
Morto all'età di 88 anni, fu sepolto nel cimitero di Père-Lachaise.

## Principali opere

### Parigi

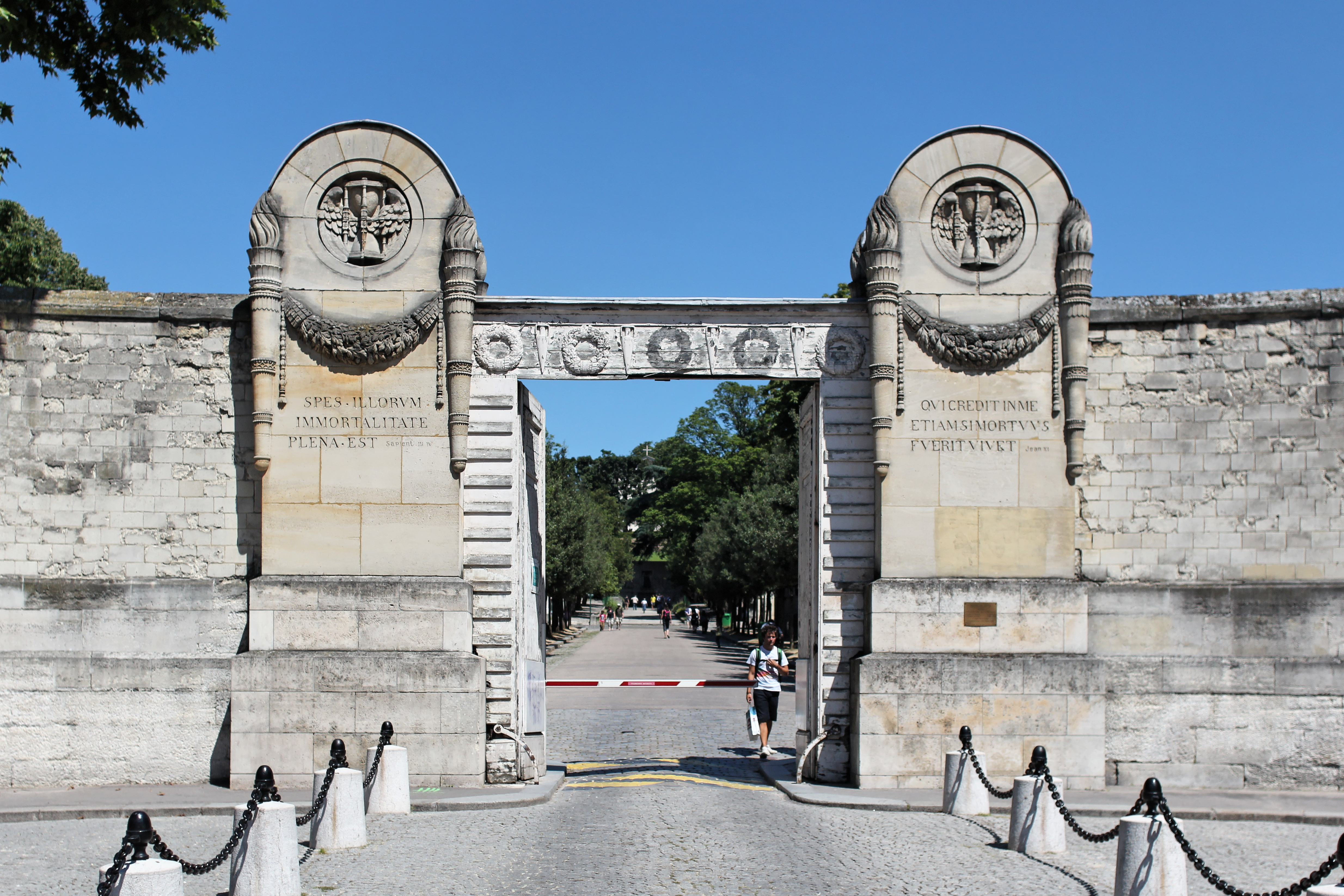
Portale all'ingresso del cimitero di Père-Lachaise.

- Antico seminario di Saint-Sulpice a Parigi
- Una parte dell'antico Hôtel de Ville (distrutto durante La Comune del 1871) in collaborazione con Lesueur
- Edificio particolare del banchiere Jonas-Philip Hagerman, rue de Londres a Parigi.
- Ristrutturazione dell'Abbazia di Saint-Germain-des-Prés
- Restauro dell'Abbazia di Saint-Germain-des-Prés[1] dal 1819 al 1827
- Chiesa di Saint-Pierre-du-Gros-Caillou a Parigi VII arrondissement.
- Chiesa di Notre-Dame-de-Bonne-Nouvelle a Parigi II arrondissement (1828)[1]
- Chiesa di Saint-Denys-du-Saint-Sacrement a Parigi III arrondissement (1835)[1]
- Il presbiterio di Saint-Nicolas[1]
- Sacrestia di Saint-Étienne-du-Mont[1]
- Restauro della chiesa di Santa Elisabetta[1]
- Restauro della chiesa di Notre-Dame-des-Blancs-Manteaux[1]
- Restauro della chiesa di Saint-Eustache[1]
- Restauro della chiesa di Saint-Merri[1]
- Restauro della chiesa di Saint-Philippe-du-Roule[1]
- Restauro della chiesa di Saint-Laurent[1]
- La cappella e il portale del cimitero di Père-Lachaise[1]
- Tomba della famiglia Pérignon nel cimitero di Père-Lachaise[1]
- Tomba della famiglia Frochot nel cimitero di Père-Lachaise[1]
- Sette edifici del quartiere di Tivoli[1]
- Costruzione del mattatoio suino presso la strada dei Fourneaux[1]

### Dipartimento della Somme
- Chiesa di Notre-Dame de la Nativité de Boves (1805-1818)[1][3]
- Restauro della cattedrale di Amiens[1]
- Restauro dell'abbaziale di Saint-Pierre de Corbie[1]

## Onorificenze
- Secondo Gran Premio d'Architettura (1800)[4]